# Желудочно-кишечный тракт
Пищевари́тельный тракт, желу́дочно-кише́чный тракт (ЖКТ), пищева́я трубка — пищеварительная система органов настоящих многоклеточных животных, предназначенная для переработки и извлечения из пищи питательных веществ, всасывания их в кровь и выведения из организма непереваренных остатков.

## Основные сведения
У большинства животных пищеварительная система устроена по одинаковому принципу. Желудочно-кишечный тракт представляет собой сплошную трубку, соединяющую ротовое отверстие с анальным, по которой в каудальном направлении перемещаются пищевые массы, которые расщепляются на более мелкие, пригодные к всасыванию частицы.
У разных животных имеются различия в устройстве пищеварительной системы, которые связаны с особенностями питания. У зоофагов кишечный канал короче, чем у травоядных, желудок устроен проще. У фитофагов — сложный многокамерный желудок. Количество и типы зубов, виды движений нижней челюсти так же различаются у разных видов животных, у фитофагов крепление нижней челюсти устроено сложнее и приспособлено не только к вертикальным, но и горизонтальным движениям.
У нормального взрослого человека желудочно-кишечный тракт имеет длину в среднем около 6,5 метров, но может достигать 16 метров. Всё пространство желудочно-кишечного тракта занято микробиотой, — множеством видов микроорганизмов.
ЖКТ состоит из:
- ротовой полости,
- слюнных желез,
- глотки
- пищевода,
- желудка,
- печени,
- жёлчного пузыря,
- поджелудочной железы,
- тонкой кишки,
- толстой кишки с аппендиксом заканчивающейся прямой кишкой.